# USS Barnes (CVE-20)
USS Barnes (CVE-20), (nguyên mang ký hiệu AVG-20, sau đó lần lượt đổi thành ACV-20, CVE-20, và CVHE-20), là một tàu sân bay hộ tống thuộc lớp Bogue của Hải quân Hoa Kỳ trong Chiến tranh Thế giới thứ hai. Nó là chiếc tàu chiến thứ hai của Hải quân Mỹ mang cái tên này. Barnes tham gia huấn luyện, chiến đấu và vận chuyển máy bay tại Mặt trận Thái Bình Dương, và sau khi chiến tranh kết thúc, đang khi trong lực lượng dự bị, nó được xếp lại lớp thành một tàu sân bay trực thăng hộ tống trước khi bị tháo dỡ vào năm 1959.

## Thiết kế và chế tạo
Barnes được đặt lườn vào ngày 19 tháng 1 năm 1942 như là một tàu vận tải C3-S-A1 theo hợp đồng của Ủy ban Hàng hải Hoa Kỳ với hãng Seattle-Tacoma Shipbuilding tại Tacoma, Washington, và được chuyển cho Hải quân Hoa Kỳ vào ngày 1 tháng 5 năm 1942. Barnes được hạ thủy vào ngày 22 tháng 5 năm 1942; được đỡ đầu bởi Bà G. L. Hutchinson, vợ góa của Đại úy Hải quân Hutchinson. Nó được xếp lại lớp thành ACV-20 vào ngày 20 tháng 8 năm 1942; và được đưa ra hoạt động vào ngày 20 tháng 2 năm 1943 dưới quyền chỉ huy của Thuyền trưởng, Đại tá Hải quân Cato Douglas Glover. Nó được xếp lại lớp thành CVE-20 vào ngày 15 tháng 7 năm 1943.

## Lịch sử hoạt động
Nhiệm vụ chính của Barnes trong suốt chiến tranh là vận chuyển máy bay và nhân sự từ Hoa Kỳ đến các khu vực mặt trận tại Thái Bình Dương. Ngoài ra nó còn tham gia tác chiến và huấn luyện phi công hoạt động trên tàu sân bay. Barnes từng tung máy bay của nó vào nhiều cuộc không kích xuống đảo san hô Tarawa tại quần đảo Gilbert từ ngày 20 tháng 11 đến ngày 5 tháng 12 năm 1943, và cung ứng máy bay thay thế cho những đội đặc nhiệm tàu sân bay của Đệ Tam hạm đội Hoa Kỳ trong các chiến dịch phía Tây quần đảo Caroline từ ngày 6 tháng 9 đến ngày 14 tháng 10 năm 1944, và trong cuộc tấn công Luzon vào ngày 19 tháng 10 năm 1944.
Sau khi Nhật Bản đầu hàng, Barnes tiếp tục ở lại Viễn Đông làm nhiệm vụ chiếm đóng cho đến ngày 3 tháng 11 năm 1945. Quay trở về Hoa Kỳ vào tháng 3 năm 1946, Barnes ở lại khu vực Bờ Tây một thời gian rồi lên đường hướng về Boston, Massachusetts, nơi nó được cho ngừng hoạt động và đưa về lực lượng dự bị vào ngày 29 tháng 8 năm 1946. Đang khi nằm trong lực lượng dự bị, nó được xếp lại lớp như một tàu sân bay trực thăng hộ tống (CVHE-20) vào ngày 12 tháng 6 năm 1955, trước khi bị rút khỏi danh sách Đăng bạ Hải quân vào ngày 1 tháng 3 năm 1959 và bị tháo dỡ.

## Phần thưởng
Barnes được tặng thưởng ba Ngôi sao Chiến đấu do thành tích phục vụ trong Thế Chiến II.